# 900 Rosalinde
Rosalinde (asteróide 900) é um asteróide da cintura principal com um diâmetro de 18,78 quilómetros, a 2,0720791 UA. Possui uma excentricidade de 0,1621694 e um período orbital de 1 420,58 dias (3,89 anos).
Rosalinde tem uma velocidade orbital média de 18,9394648 km/s e uma inclinação de 11,56469º.
Esse asteróide foi descoberto em 10 de Agosto de 1918 por Max Wolf.